# Dorota Rosińska
Dorota Helena Rosińska (również Dorota Gondek-Rosińska) – polski astrofizyk, doktor habilitowany nauk fizycznych, profesor Uniwersytetu Warszawskiego, pracownik naukowy Obserwatorium Astronomicznego UW.

## Życiorys
Absolwentka VI Liceum Ogólnokształcącego im. Tadeusza Reytana w Warszawie (1984) i studiów astronomicznych na Uniwersytecie Warszawskim. W 1998 roku uzyskała stopień naukowy doktora na podstawie rozprawy Pulsacje radialne i stabilność gwiazd neutronowych i kwarkowych, obronionej w Centrum Astronomicznym im. Mikołaja Kopernika Polskiej Akademii Nauk, a w 2009 roku habilitowała się na Wydziale Fizyki, Astronomii i Informatyki Stosowanej Uniwersytetu Jagiellońskiego. 
W latach 2001–2005 oraz 2006–2009 pracowała w Obserwatorium Paryskim w Meudon oraz w Université Paris-Diderot (Paris VII) we Francji. Początkowo związana z Instytutem Astronomii Wydziału Fizyki i Astronomii Uniwersytetu Zielonogórskiego (profesor nadzwyczajny) oraz Centrum Astronomicznym im. Mikołaja Kopernika PAN. Od 2018 roku profesor w Obserwatorium Astronomicznym UW. W styczniu 2023 roku, według bazy danych Scopus, miała wskaźnik Hirscha równy 82. Członkini Międzynarodowej Unii Astronomicznej i Komitetu Astronomii PAN (kadencja 2020–2023).
Jest mężatką, ma troje dzieci.

## Zainteresowania naukowe
Od 2008 roku wchodzi w skład zespołu polskich naukowców Virgo-POLGRAW, będącego częścią projektów Virgo i LIGO. Zajmuje się m.in. symulacjami numerycznymi astrofizycznych źródeł fal grawitacyjnych oraz poszukiwaniem w danych z detektorów Virgo/LIGO sygnałów wytworzonych w procesie łączenia się czarnych dziur lub gwiazd neutronowych w układach podwójnych. W latach 2015–2017 współuczestniczyła w odkryciu fal grawitacyjnych w zespole POLGRAW (zdarzenie astronomiczne GW150914).

## Odznaczenia i wyróżnienia
W 2011 roku została odznaczona Krzyżem Kawalerskim Orderu Odrodzenia Polski. Za udział w odkryciu fal grawitacyjnych, wraz z ośmioma naukowcami z zespołu POLGRAW, otrzymała „Special Breakthrough Prize In Fundamental Physics”, „Gruber Cosmology Prize”, Medal PAN im. Mikołaja Kopernika i nagrodę naukową Polskiego Towarzystwa Fizycznego. W 2017 roku znalazła się na liście „50 Śmiałych 2017” („kobiety, które zmieniają świat na lepsze”) opublikowanej przez „Wysokie Obcasy”, cotygodniowy dodatek do „Gazety Wyborczej”. 